# Slaget om Eniwetok
Slaget om Eniwetok var et slag mellem USA og Kejserriget Japan i Stillehavskrigen under 2. verdenskrig, udkæmpet mellem den 17. februar og den 23. februar 1944, på Eniwetokatollen i Marshalløerne.

## Baggrund
Invasionen af Eniwetok efterfulgte den amerikanske succes i slaget om Kwajalein mod sydøst. Kontrol over Eniwetok ville sørge for at give amerikanerne en flybase og en havn til rådighed. Disse baser kunne blive brugt til at støtte og fortsætte deres angreb på Marianene, som lå nordøst for Marshalløerne.
Øen havde været let forsvaret i 1943, da japanske styrker troede at amerikanerne ville angribe de sydvestlige Marshalløer først. Imidlertid var forsvaret blevet forstærket med den 1. amfibiske brigade i januar. Brigadens kommandør, generalmajor Yoshimi Nishida havde sammen med førsteløjtnant Ichikawa (9 Type 95 lette tank) og hans kampvognskompagni/1. amfibiske brigade, begyndt at lave forsvarslinjer, men gentagne flyangreb gjorde dette vanskeligt. Og den lille koralø betød at et dybt forsvar var umulig at have.
Viceadmiral Raymond A. Spruance gik foran med invasionen i operation Hailstone, et massivt luft- og søangreb mod den japanske base på Truk, som var en del af Carolinerne. Dette angreb ødelagde 15 krigsskibe og mere end 250 fly. Eniwetok blev isoleret fra støtte og forsyninger.

## Slaget
Søbombarderingen af Eniwetok begyndte den 17. februar, og 22. marineregiment (engelsk: 22nd Marine Regiment), kommanderet af oberst John T. Walker, gik i land på Engebiøen på nordsiden af atollen klokken 08:44 den 18. februar. Der var lidt modstand og øen var sikret i løbet af seks timer. Dokumenter, som blev fundet, sagde at der ville være lidt forsvar på Eniwetokøen, og efterfølgende var der bare et lille bombardement, før 106. infanteriregiment (engelsk: 106th Infantry Regiment) gik i land den 19. februar. Imidlertid havde de japanske soldater gode stillinger og amerikanerne blev stoppet af tunge skyts fra automatvåben. Øen var ikke sikret før 21. februar. 37 amerikanere blev dræbt, mens tallet på faldne japanske soldater lå på mere end 800.
Amerikanernes fejl blev ikke gentaget på Parryøen. Slagskibene USS Tennessee og USS Pennsylvania og andre skibe transportede 900 ton sprængstoffer til øen. Da det 22. marineregiment gik i land den 22. februar, var modstanden lille. Den 23. februar fik de amerikanske marineinfanterister også kontrol over de andre øer som hørte til Eniwetokatollen.

## Eftervirkninger
Eniwetok kunne efterfølgende bruges af den amerikanske flåde i deres videre operationer i Stillehavet. Det fik også en del betydning for deres forsyninger til og fra krigsområdet.

### Yderlig læsning
- Eastern Mandates. US Army Campaigns in World War II (engelsk). United States Army Center of Military History. CMH Pub 72-23.
- (engelsk) Breaking the Outer Ring: Marine Landings in the Marshall Islands
- Heinl, Robert D., and John A. Crown (1954). "The Marshalls: Increasing the Tempo". USMC Historical Monograph (engelsk). Historical Division, Division of Public Information, Headquarters U.S. Marine Corps. Hentet 12. april 2006.
- Dyer, George Carroll (1956). "The Amphibians Came to Conquer: The Story of Admiral Richmond Kelly Turner" (engelsk). United States Government Printing Office. Hentet 5. maj 2011.

## Eksterne links
- Wikimedia Commons har flere filer relateret til Slaget om Eniwetok
- (engelsk) Animated History of The Battle for Eniwetok Arkiveret 6. april 2009 hos  Wayback Machine
- http://www.robsmith.org/184th-inf/ Arkiveret 30. marts 2008 hos  Wayback Machine

11°27′54″N 162°11′20.4″Ø / 11.46500°N 162.189000°Ø